# Лобковые волосы
Лобковые волосы — человеческие длинные волосы, растущие на лобке, в промежности и на гениталиях (мошонка, большие половые губы), а также иногда на внутренней стороне бёдер. Обычно начинают расти с началом пубертатного периода и заканчивают с достижением половой зрелости. До этого эта часть тела покрыта короткими и тонкими пушковыми волосами.

«Происхождение мира» Гюстава Курбе

В искусстве известным примером изображения лобковых волос стала картина «Происхождение мира» Гюстава Курбе.
У половозрелых женщин лобок покрыт волосами с горизонтальной верхней границей (оволосение по женскому типу). Рост волос вверх с конусообразным сужением его по средней линии живота к пупку называют оволосением по мужскому типу.
У девочек, не достигших половой зрелости, на лобке нет длинных волос, у пожилых женщин после прекращения менструаций оволосение лобка уменьшается. Указанный рост волос на лобке связан с функционированием яичников.

## Отличие в строении лобковых волос

### Густота, толщина и курчавость
Лобковые волосы могут быть как тонкими, так и толстыми, как редкими, так и густыми вне зависимости от пола. Курчавость лобковых волос может зависеть от расы, национальности, а также от цвета (тёмные волосы сильнее вьются, чем белые). Курчавость может варьироваться от сильно курчавых до абсолютно прямых. Лобковые волосы имеют треугольное сечение, к передвижению по таким волосам хорошо приспособлена лобковая вошь.

### Цвет
Лобковые волосы, как и подмышечные волосы, могут сильно отличаться по цвету от волос на голове. У большинства людей они, как правило, темнее волос на голове, однако иногда бывают более светлыми. Цвет лобковых волос бывает самым различным: белым, светлым, рыжим, русым, чёрным. В явном большинстве случаев цвет лобковых волос максимально близок не к цвету волос на голове, а к естественному цвету бровей.

### Степень оволосения
У женщин меньшая площадь тела покрыта лобковыми волосами и редко существенно выходит за зону бикини. У мужчин гораздо чаще лобковая площадь непрерывно переходит в волосяной покров ног и живота. Это связано с различным гормональным фоном у полов.
Кроме того, волосы могут отличаться по длине, положению и форме зоны оволосения и пр.

## Рост волос

### Мужской лобок

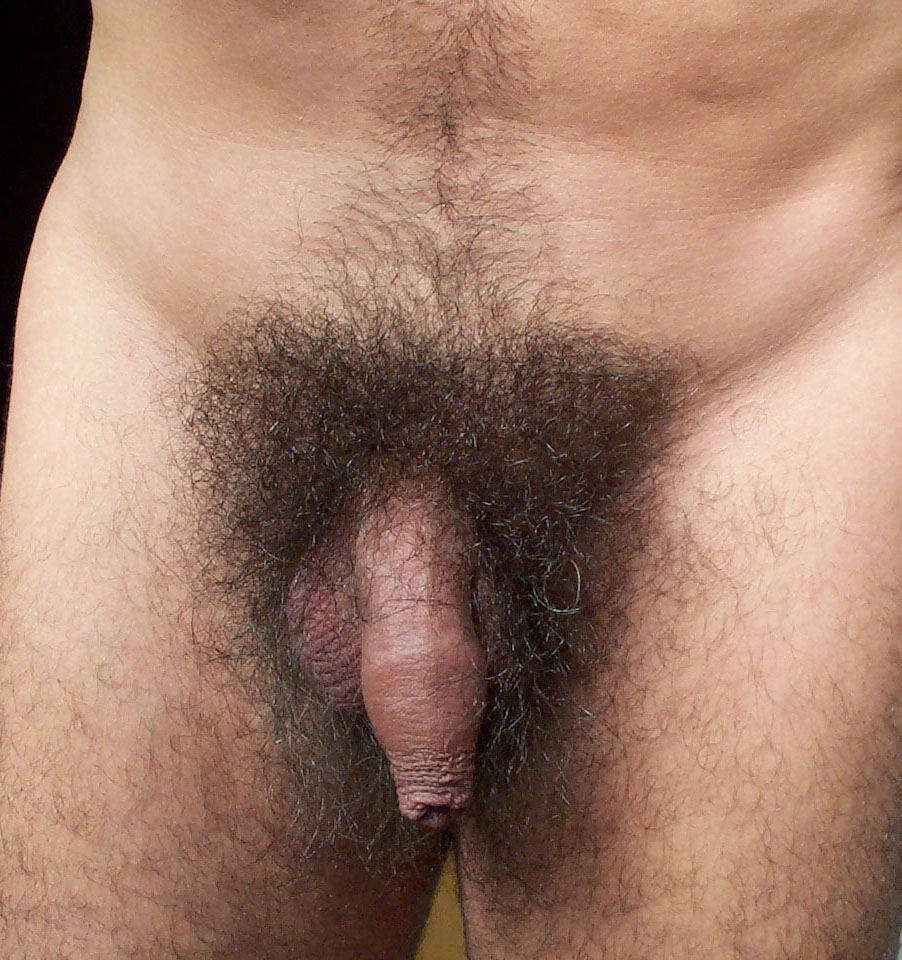
Мужские лобковые волосы

Рост волос на лобке мужчины связан с деятельностью мужской половой системы, поэтому у мальчиков, не достигших полового созревания, на лобке нет длинных волос. Лобковые волосы у мальчиков начинают расти с началом полового созревания, с 10 лет, и полностью вырастают к 15 годам. Появившись в небольшом количестве у основания полового члена, волосы постепенно становятся гуще и занимают весь лобковый треугольник, а также чаще всего мошонку, после чего распространяются на бёдра и низ живота. Рост волос вверх с конусообразным сужением его по средней линии живота к пупку называют оволосением по мужскому типу. У лобка (в паховой области) находится внешний половой член мужчины — пенис.

### Женский лобок

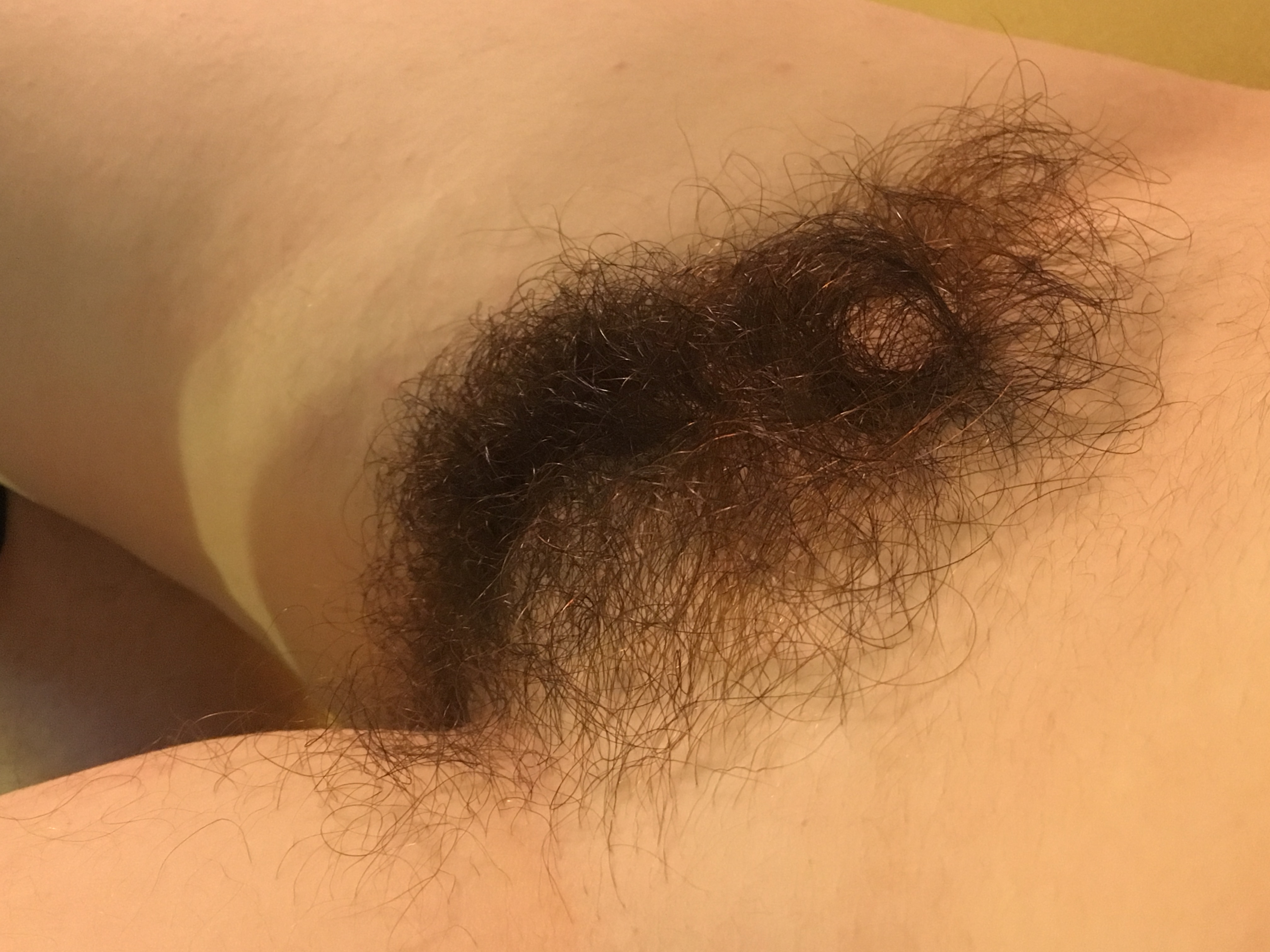
Женские лобковые волосы

Волосы на лобке появляются через несколько месяцев после начала роста молочных желёз. У 15 % девочек этот признак появляется первым. Сначала это единичные волоски на половых губах, за 6—12 месяцев распространяющиеся на лобок. В дальнейшем волосы разрастаются и покрывают весь лобковый треугольник.
Рост волос на лобке женщины связан с функционированием яичников, поэтому у девочек, не достигших половой зрелости, на лобке нет длинных волос. После начала полового созревания (к 12—14 годам) лобок обычно в большей или меньшей степени покрывается лобковыми волосами, которые затем могут переходить (но не обязательно переходят) на большие половые губы. В этой области имеются нервные окончания, и применяемые к ней механические воздействия (прикосновение, надавливание, поглаживание и т. п.) могут вызвать половое возбуждение. У половозрелых женщин лобок покрыт волосами с горизонтальной верхней границей — это называют оволосением по женскому типу. У женщин, достигших возраста климакса, оволосение лобка уменьшается.

## Интимные причёски и бритьё лобка

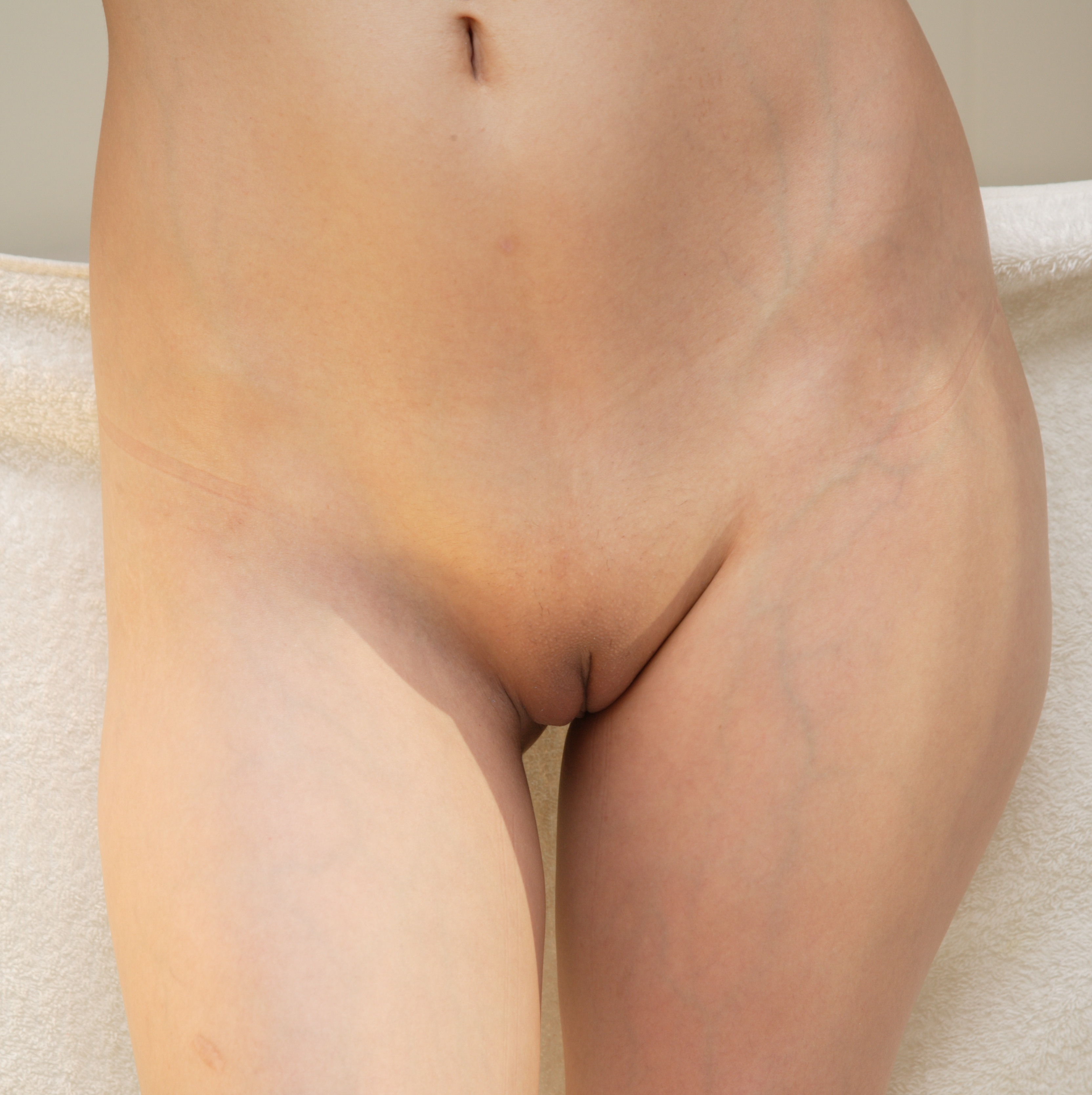
Бритый женский лобок

- Стрижка и бритьё лобка существует во многих культурах. Например, в исламе поощряется регулярное удаление лобковых волос. Способы удаления волос — это депиляция (когда удаляется только видимая часть волоса) и эпиляция (когда волос удаляется вместе с волосяным корнем).

«Фитра — это пять вещей: обрезание, укорачивание усов, стрижка ногтей, выщипывание волос под мышками и бритьё лобковых волос».
Оригинальный текст (ар.)وحلق العانةالفطرة خمس : الختان وقص الشارب وقلم الظفر ونتف الابط
— Фатаава аль-Ладжнаh аль-Даа'имаh 5/127F
Мотивами изменения естественного вида лобковых волос могут быть мода, религия, традиция, сексуальный опыт, например для орального секса, тактильные ощущения, лучший внешний вид, гигиена, дискомфорт, такой как потение от жары или зуд, удаление волос, которые видны из-под нижнего белья или купальника, собственный стиль.

### Стили
Изменение внешнего вида своих лобковых волос относительно природного, равно как и оставление их в неизменном виде, говорит прежде всего о стиле жизни человека. Дизайнер Мэри Квант стала известной, когда её муж сделал ей на лобке интимную причёску в форме сердечка зелёного цвета.
Некоторые стили приведены ниже:
- Естественный стиль[5]: без какой либо стрижки волос или дополнительного ухода.
- Обычная стрижка: волосы стригут по длине, но не удаляют и не бреют.
- Треугольник: волосы удаляют (обычно воском) по сторонам, формируя треугольник таким образом, чтобы лобковые волосы не были видны из-под купальника. Количество удаляемых волос может существенно различаться: от выравнивания по линии бикини до удаления по два-три сантиметра с каждой стороны от линии бикини. Длина оставшихся волос бывает от двух до восьми сантиметров.
- Бразильский стиль — наиболее известный стиль из интимных причесок, включает в себя удаление всех лобковых волос, но иногда может быть оставлена тонкая вертикальная полоска волос, длина которых не более пяти миллиметров.
- Ирокез: удаление волос слева и справа, делая оставшиеся торчащими вверх.
- Под ирокез: стиль причёски как в стиле «ирокез», однако без бритья лобка.
- Крашеные волосы: окрашивание лобковых волос в цвет волос на голове или с целью придать им уникальный вид.
- Под ёжика: короткая стрижка всех волос, за исключением небольшой но длинной косички[6] (так же известна как стрижка «хвост»).
- Другие: V-образная, формы сердца, стрелки, инициалов, фруктов и так далее. Всё это варианты бразильского стиля, где дизайн формируется из лобковых волос при полностью выбритой вульве у женщин и пенисе и яичках у мужчин.

## В культуре
Лобковые волосы отличаются от других волос на теле и являются вторичной половой характеристикой. Во многих культурах лобковые волосы считаются эротическими, и в большинстве культур лобковые волосы связаны с гениталиями, которые как мужчины, так и женщины должны постоянно прикрывать. В некоторых культурах удаление лобковых волос является нормой, особенно у женщин; практика считается частью личной гигиены. В других культурах обнажение лобковых волос (например, при ношении купальника) может рассматриваться как неэстетичное или неприятное, и поэтому их подстригают или укладывают иным образом, чтобы их не было видно.

## Лобковые вши
Лобковые вши обитают преимущественно в лобковой зоне, на половых органах, вокруг заднего прохода, реже в других покрытых волосами областях: в подмышечных впадинах, на груди и в зоне живота. В отличие от вши человеческой, никогда не обитает на волосистой части головы. Это связано с тем, что конечности лобковой вши приспособлены только для удерживания и перемещения по волосам треугольного сечения, в отличие от волосяного покрова головы, имеющего круглое сечение волоса. Питается исключительно кровью своего хозяина. Без пищи умирает в течение 24 часов. Заболевание, вызываемое поражением этим насекомым, называется лобковый педикулёз или фтириаз.
Некоторые исследователи предполагают, что увеличение процента людей, удаляющих лобковые волосы, привело популяцию лобковых вшей у населения в некоторых частях мира на грань вымирания.